# Saint-Germain-lès-Corbeil
Saint-Germain-lès-Corbeil är en kommun i departementet Essonne i regionen Île-de-France i norra Frankrike. Kommunen ligger i kantonen Saint-Germain-lès-Corbeil som tillhör arrondissementet Évry. År 2022 hade Saint-Germain-lès-Corbeil 7 471 invånare.

## Befolkningsutveckling
Antalet invånare i kommunen Saint-Germain-lès-Corbeil
| Referens: INSEE |